# Crassostrea gasar
Hàu đước (Danh pháp khoa học: Crassostrea gasar) là một loài hàu thật sự trong họ hàu Ostreidae. Hàu đước được dùng làm thức ăn nhiều ở Trinidad và Tobago như là một phần của ẩm thực truyền thống nơi đây, với những nón như cocktail, với cà chua và tạo hương vị bằng những hạt tiêu cay nồng.

## Đặc điểm
Hàu đước được tìm thấy ở những vùng nhiệt đới, chúng sinh trưởng và sống bám vào những cái cây được ở vùng rừng nghập mặn và từ đó chúng có thể sinh trưởng và phát triển trong một vùng rộng lớn. Hàu đước được tìm thấy ở những vùng biển Caribe và vùng Đại Tây Dương thuộc vùng Nam Mỹ
Walter Raleigh, trong một chuyến tới Guyana đã thấy chúng ở nơi này tại Hồ Pitch ở Trinidad. Trong một chuyến đi sau đó, Raleigh mô tả loài hàu đước này ăn còn ngon hơn cả hàu châu Âu. Raleigh cũng dẫn lời Pliny Già và Andre Thevet's French Antartique như một sự so sánh giữa hàu châu Âu và hàu đước Raleigh còn kể những câu chuyện liên quan đến vùng đất El Dorado một vùng đất huyền thoại về vàng và điều huyền bí Raleigh cũng liên hệ về những con hàu lớn lên trên những nhánh cây đước